# Force India VJM11
O Force India VJM11 é o modelo de carro de corrida construído pela equipe Force India para a disputa da temporada de Fórmula 1 de 2018, pilotado por Sergio Pérez e Esteban Ocon. Após a falência da Force India em julho de 2018, a nova equipe Racing Point Force India passou a usar o VJM11.
O lançamento do carro ocorreu em 26 de fevereiro.
A Sahara Force India foi excluída do campeonato e seus 59 pontos acumulados até o GP da Hungria (30 por Pérez e 29 por Ocon) foram anulados em 23 de agosto, em razão da equipe ter se transformado na Racing Point Force India a partir do Grande Prêmio da Bélgica, porque só assim os novos donos poderiam colocar os carros em pistas  por terem comprado apenas os ativos da equipe. Os pontos foram excluídos, porque todas as equipes devem aceitar manter os pontos na nova equipe e três delas não aceitaram: Williams, Renault e McLaren.

## Pré-temporada
A falta de recursos financeiros atrasou bastante o projeto do modelo VJM11-Mercedes. A escuderia andou para trás. Renault, McLaren, e Haas, pelo menos, avançaram muito mais. A entrada do dinheiro distribuído mensalmente pela Formula One Management (FOM) este ano, relativo à excelente quarta colocação de 2017, algo como 60 milhões de euros (R$ 240 milhões) no total, permitirá ao grupo de engenheiros liderado pelo experiente Andrew Green fazer os conhecidos milagres de sempre. É a organização que mais transforma em melhora do carro cada euro investido.
Mas ao contrário de 2015 e 2016, os testes confirmaram que será bem mais difícil para a Force India terminar em primeiro depois dos três grandes. No começo do ano, a tendência é Perez e Ocon somarem menos ponto que em 2017, por causa da melhora expressiva da concorrência associada à pouca evolução do seu time.

## Raio X
Em 2017, botou as rivais do mesmo escalão para comer poeira, terminando atrás apenas de Mercedes, Ferrari e Red Bull. Os testes de pré-temporada, no entanto, não foram conclusivos para sabermos como a Force India deve se sair em 2018.